# Express 80
Express 80 (alt. Schreibweise Ekspress) ist ein russischer Kommunikationssatellit der Russian Satellite Communications Company mit Sitz in Moskau. Er ist der 25. Satellit der Express-Serie.

## Missionsverlauf
Der Satellit wurde im Mai 2016 bei ISS Reschetnjow und Thales Alenia Space bestellt. Er ist Teil der neuen Generation von Express-Satelliten. Der Start des Vorgängers Express AMU1 fand im Jahr 2015 statt. Express 80 versorgt Russland mit Internet-, Fernseh- und Telefonübertragungen. Er wurde am 30. Juli 2020 auf einer Proton-M-Trägerrakete mit Bris-Oberstufe vom Kosmodrom Baikonur zusammen mit Express 103 in einen geostationären Transferorbit gebracht.
Die russische Weltraumbehörde Roskosmos gab am 9. September 2020 bekannt, dass der Satellit beim Transfer in seine geosynchrone Umlaufbahn höchstwahrscheinlich von Weltraumschrott getroffen worden war. Er konnte jedoch erfolgreich seine geostationäre Position bei 80° Ost einnehmen. Express 80 wurde schließlich am 15. März 2021 in Betrieb genommen.

## Technische Daten
ISS Reschetnjow baute den Satellitenbus auf Basis ihrer Express-1000-Serie. Thales Alenia Space lieferte die Transpondernutzlast, welche im C-Band, Ku-Band und L-Band arbeitet. Das Raumfahrzeug ist dreiachsenstabilisiert und wird durch zwei große Solarmodule und Batterien mit Strom versorgt. Es besitzt eine geplante Lebensdauer von 15 Jahren und wiegt etwa 2 Tonnen.